# Samsung Galaxy W
Samsung Galaxy W  I8150  är en smartphone tillverkad av Samsung.
Telefonen kör operativsystemet Android och lanserades under hösten 2011.